# 42e Grammy Awards
De 42e uitreiking van de jaarlijkse Grammy Awards vond plaats op 23 februari 2000 in het Staples Center in Los Angeles. De uitreiking werd gepresenteerd door Rosie O'Donnell en uitgezonden door CBS.
De grote winnaar was een band die dertig jaar eerder al was doorgebroken, al bijna 20 albums had gemaakt en die nog nooit een Grammy had gewonnen: Santana won veel, héél veel Grammy's met het album Supernatural. Acht keer maar liefst, en dat was een evenaring van het record dat Michael Jackson had gevestigd in 1984. Het album leverde nog een negende Grammy op, voor de schrijvers van het nummer Smooth, het duet met Matchbox Twenty-zanger Rob Thomas dat een grote hit was geworden.
Het album leverde de volgende Grammy's op:
- Album of the Year (voor het hele album)
- Record of the Year (voor Smooth)
- Song of the Year (voor de schrijvers van Smooth, Rob Thomas en Itaal Shur)
- Best Pop Vocal Performance (Duo/Groep) (voor Maria Maria, met The Product G&B)
- Best Pop Collaboration with Vocals (voor Smooth)
- Best Pop Instrumental Performance (voor El Farol)
- Best Rock Vocal Performance (Duo/Groep) (voor Put Your Lights On, met Everlast)
- Best Rock Instrumental Performance (voor The Calling, met Eric Clapton)
- Best Rock Album (voor het hele album)

Hoewel bandleider Carlos Santana in 1989 al een instrumentale Grammy had gewonnen, was het z'n band dus al die jaren niet gelukt om ook maar in de buurt van een onderscheiding te komen. De comeback van 1999/2000 was een combinatie van geluk, goede timing en een reeks aan gastartiesten die het album van verschillende muziekstijlen (latin, rock, r&b, pop) voorzagen. Een andere oorzaak was het feit dat Santana meelifte met de sterke opkomst van latin-artiesten die definitief de oversteek maakten naar de zo belangrijke (Engelstalige) popmarkt in de VS, met namen als Ricky Martin, Jennifer Lopez en Christina Aguilera. De laatste won op haar 19e in 2000 de Grammy voor beste nieuwe artiest. Later dat jaar kregen de latin-artiesten niet voor niets hun eigen Latin Grammy Awards.
In het kielzog van Santana kon Rob Thomas drie Grammy's mee naar huis nemen voor Smooth. Negen anderen wonnen twee Grammy's: Eminem, TLC, Barry White, Dixie Chicks, Sting, Shania Twain, Anne Sofie von Otter, componist Dan Sebesky en dirigent Michael Tilson Thomas.
Naast de overheersing van Santana waren er verder niet zo heel veel bijzondere verrassingen. Whitney Houston won voor het eerst sinds 1994 weer een Grammy, dit keer met It's Not Right, But It's Okay, haar zesde en laatste onderscheiding. Presentatrice Rosie O'Donnell introduceerde haar optreden met een paar verwijzingen naar Whitney's vermeende marijuana-gebruik, wat Rosie op veel kritiek kwam te staan.
Cher won in haar 35-jarige carrière eindelijk haar eerste Grammy voor Believe, in de categorie voor beste dance-plaat. Countryzangeres June Carter Cash kreeg voor het eerst sinds 1971 weer een Grammy.
Dé blikvanger - althans, voor velen - van de avond was Jennifer Lopez in een nogal gewaagde jurk. Co-host David Duchovny reageerde daarop: "Het is voor het eerst in een paar jaar dat ik écht kan zeggen dat er op dit moment niemand naar míj kijkt".

## Winnaars

### Algemeen
- Album of the Year
  - "Supernatural" - Santana
  - Alex Gonzales, Art Hodge, Charles Goodan, Clive Davis, Dante Ross, Dust Brothers, Fher Olvera, Jerry "Wonder" Duplessis, KC Porter, Lauryn Hill, Matt Serletic, Stephen M. Harris & Wyclef Jean, producers. Alvaro Villagra, Andy Grassi, Anton Pukshansky, Benny Faccone, Chris Theis, Comissioner Gordon, David Frazer, David Thoener, Glenn Kolotkin, Jeff Poe, Jim Gaines, Jim Scott, John Gamble, John Karpowich, John Seymour, Matty Spindel, Mike Couzzi, Steve Farrone, Steve Fontano, T-Ray, Tom Lord-Alge, Tony Prendatt & Warren Riker, technici/mixers.
- Record of the Year
  - "Smooth" - Rob Thomas & Santana
  - Matt Serletic (producer), David Thoener (technicus/mixer)
- Song of the Year
  - Itaal Shur & Rob Thomas (componisten) voor Smooth, uitvoerenden: Rob Thomas & Santana
- Best New Artist
  - Christina Aguilera

### Pop
- Best Pop Vocal Performance (zangeres)
  - Ï Will Remember You" - Sarah McLachlan
- Best Pop Vocal Performance (zanger)
  - "Brand New Day" - Sting
- Best Pop Vocal Performance (duo/groep)
  - "Maria Maria" - Santana
- Best Pop Collaboration with Vocals (Beste eenmalige samenwerking)
  - "Smooth" - Rob Thomas & Santana
- Best Pop Instrumental Performance
  - "El Farol" - Santana
- Best Dance Recording
  - "Believe" - Cher
- Best Pop Vocal Album
  - "Brand New Day" - Sting

### Country
- Best Country Vocal Performance (zangeres)
  - "Man! I Feel Like a Woman" - Shania Twain
- Best Country Vocal Performance (zanger)
  - "Choices" - George Jones
- Best Country Vocal Performance (duo/groep)
  - "Ready to Run" - Dixie Chicks
- Best Country Collaboration with Vocals (Beste eenmalige samenwerking)
  - "After The Goldrush" - Linda Ronstadt, Dolly Parton & Emmylou Harris
- Best Country Instrumental Performance
  - "Bob's Breakdowns" - Tommy Allsup, Asleep at the Wheel, Floyd Domino, Larry Franklin, Vince Gill & Steve Wariner
- Best Country Song
  - Robert John "Mutt" Lange & Shania Twain (componisten) voor Come On Over, uitvoerende: Shania Twain
- Best Country Album
  - "Fly" - Dixie Chicks
- Best Bluegrass Album
  - "Ancient Tones" - Ricky Skaggs & Kentucky Thunder

### R&B
- Best R&B Vocal Performance (zangeres)
  - "It's Not Right, But It's Okay" - Whitney Houston
- Best R&B Vocal Performance (zanger)
  - "Staying Power" - Barry White
- Best R&B Vocal Performance (duo/groep)
  - "No Scrubs" - TLC
- Best Traditional R&B Vocal Performance
  - "Staying Power" - Barry White
- Best R&B Song
  - Kandi Burruss, Kevin Briggs & Tameka Cottie (componisten) voor No Scrubs, uitvoerenden: TLC
- Best R&B Album
  - "Fanmail" - TLC

### Rap
- Best Rap Performance (solist)
  - "My Name Is" - Eminem
- Best Rap Performance (duo/groep)
  - "You Got Me" - Erykah Badu & The Roots
- Best Rap Album
  - "The Slim Shady LP" - Eminem

### Rock
- Best Rock Vocal Performance (zangeres)
  - "Sweet Child o'Mine" - Sheryl Crow
- Best Rock Vocal Performance (zanger)
  - "American Woman" - Lenny Kravitz
- Best Rock Vocal Performance (duo/groep)
  - "Put Your Lights On" - Everlast & Santana
- Best Rock Instrumental Performance
  - "The Calling" - Eric Clapton & Santana
- Best Hard Rock Performance
  - "Whiskey in the Jar" - Metallica
- Best Metal Performance
  - "Iron Man (Live)" - Black Sabbath
- Best Rock Song
  - Flea, John Frusciante, Anthony Kiedis & Chad Smith (componisten) voor Scar Tissue, uitvoerenden: Red Hot Chili Peppers
- Best Rock Album
  - "Supernatural" - Santana

### Traditional Pop
- Best Traditional Pop Vocal Performance
  - "Bennett Sings Ellington: Hot & Cool" - Tony Bennett

### Alternative
- Best Alternative Music Performance
  - "Mutations" - Beck

### Blues
- Best Traditional Blues Album
  - "Blues on the Bayou" - B.B. King
- Best Contemporary Blues Album
  - "Take Your Shoes Off" - Robert Cray Band

### Folk
- Best Traditional Folk Album
  - "Press On" -June Carter Cash
- Best Contemporary Folk Album
  - "Mule Variations" - Tom Waits

### Polka
- Best Polka Album
  - "Polkasonic" - Brave Combo

### Latin
- Best Latin Pop Performance
  - "Tiempos" - Ruben Blades
- Best Traditional Tropical Latin Performance
  - "Mambo Birdland" - Tito Puente
- Best Mexican-American Performance
  - "100 Años de Mariachi" - Placido Domingo
- Best Latin Rock/Alternative Performance
  - "Resurrection" - Chris Perez Band
- Best Tejano Performance
  - "Por Eso te Amo" - Los Palominos
- Best Salsa Performance
  - "Llego...Van Van - Van Van Is Here" - Los Van Van
- Best Merengue Performance
  - "Olga Viva Viva Olga" - Olga Tañón

### Reggae
- Best Reggae Album
  - "Calling Rastafari" - Burning Spear

### Gospel
- Best Pop/Contemporary Gospel Album
  - "Speechless" - Steven Curtis Chapman
- Best Rock Gospel Album
  - "Pray" - Rebecca St. James
- Best Traditional Soul Gospel ALbum
  - "Christmas with Shirley Caesar" - Shirley Caesar
- Best Contemporary Soul Gospel Album
  - "Mountain High...Valley Low" - Yolanda Adams
- Best Southern, Country or Bluegrass Gospel Album
  - "Kennedy Center Homecoming" - Bill Gaither & Gloria Gaither
- Best Gospel Choir or Chorus Album
  - "High and Lifted Up" - Carol Cymbala (dirigent) (uitvoerende: Brooklyn Tabernacle Choir)

### Jazz
- Best Jazz Instrumental Solo
  - "In Walked Wayne" - Wayne Shorter
- Best Jazz Instrumental Performance (solist/groep)
  - "Like Minds" - Gary Burton, Chick Corea, Roy Haynes, Dave Holland & Pat Metheny
- Best Large Jazz Ensemble Performance
  - "Serendipity 18" - Bob Florence
- Best Jazz Vocal Performance
  - "When I Look in Your Eyes" - Diana Krall
- Best Contemporary Jazz Performance
  - "Inside" - David Sanborn
- Best Latin Jazz Performance
  - "Latin Soul" - Poncho Sanchez

### New Age
- Best New Age Album
  - "Celtic Solstice" - Paul Winter & Friends

### Wereldmuziek
- Best World Music Album
  - "Livro" - Caetano Veloso

### Klassieke muziek
Vetgedrukte namen ontvingen een Grammy. Overige uitvoerenden, zoals orkesten, solisten e.d., die niet in aanmerking kwamen voor een Grammy, staan in kleine letters vermeld.
- Best Orchestral Performance
  - "Stravinsky: Firebird; The Rite of Spring; Perséphone" - Michael Tilson Thomas (dirigent)
  - The Peninsula Boys Choir; The San Francisco Girls Chorus (koren); San Francisco Symphony Orchestra & Chorus (koor/orkest)
- Best Classical Vocal Performance
  - "Mahler: Des Knaben Wunderhorn" - Anne Sofie von Otter & Thomas Quasthoff (solisten)
  - Berliner Philharmoniker o.l.v. Claudio Abbado
- Best Opera Recording
  - "Stravinsky: The Rage's Progress" - Anne Sofie von Otter, Bryn Terfel, Deborah York & Ian Bostridge (solisten); John Eliot Gardiner (dirigent); Nicholas Parker (producer)
  - London Symphony Orchestra (orkest); Monteverdi Choir (koor)
- Best Choral Performance
  - "Britten: War Requiem" - Betty Scott & Joan McFarland (koordirigenten); Robert Shafer (orkestdirigent)
  - Maryland Boy Choir, Shenandoah Conservatory Chorus & The Washington Chorus (koren)
- Best Instrumental Soloist(s) Performance (Beste instrumentale solist(e) met orkestbegeleiding)
  - "Prokofiev: Piano Concertos Nos. 1 & 3/Bartók: Piano Concerto No. 3" - Martha Argerich (soliste); Charles Dutoit (dirigent)
  - Montreal Symphony Orchestra (orkest)
- Best Instrumental Soloist(s) Performance (Beste instrumentale solist(e) zonder orkestbegeleiding)
  - "Shostakovich: 24 Preludes & Fugues, Op. 87" - Vladimir Ashkenazy
- Best Small Ensemble Performance (met of zonder dirigent)
  - "Colors of Love - Works of Thomas, Stucky, Tavener & Rands" - Chanticleer o.l.v. Joseph Jennings
- Best Chamber Music Performance
  - "Beethoven: The Violin Sonatas (Nos. 1-3, Op. 12; Nos. 1-3, Op. 30; "Spring" Sonata)" - Anne Sophie Mutter (soliste); Lambert Orkis (begeleiding)
- Best Classical Contemporary Composition
  - Pierre Boulez (componist) voor Répons, uitvoerenden: L'Ensemble InterContemporain
- Best Classical Album
  - "Stravinsky: Firebird; The Rite of Spring; Perséphone" - Michael Tilson Thomas (dirigent); Andreas Neubronner (producer)
  - The Peninsula Boys Choir; The San Francisco Girls Chorus (koren); San Francisco Symphony Orchestra & Chorus (koor/orkest)

### Composing & Arranging (Composities & Arrangeren)
- Best Instrumental Composition
  - Don Sebesky (componist) voor Joyful Noise Suite
- Best Soundtrack Album
  - "Tarzan" - Phil Collins
- Best Song Written For a Picture, Television or Other Visual Media (Beste song voor film, tv of andere visuele media)
  - Madonna & William Orbit (componisten) voor Beautiful Stranger, uitvoerende: Madonna
- Best Instrumental Composition Written for a Motion Picture, Television or Other Visual Media (Beste instrumentale nummer voor film, tv of andere visuele media)
  - Randy Newman (componist) voor A Bug's Life
- Best Instrumental Arrangement
  - Don Sebesky (arrangeur) voor Chelsea Bridge
- Best Instrumental Arrangement Accompanying Vocalist(s) (Beste instrumentale arrangement voor begeleiding met zang)
  - Alan Broadbent (arrangeur) voor Lonely Town, uitvoerenden: Charley Haden Quartet West featuring Shirley Horn

### Kinderrepertoire
- Best Musical Album for Children
  - "The Adventures of Elmo in Grouchland" - Andy Hill (producer), uitvoerenden: diverse artiesten
- Best Spoken World Album for Children (gesproken woord)
  - "Listen to the Storyteller" - Graham Greene, Kate Winslet & Wynton Marsalis (vertellers); Steve Epstein & David Frost (producers)

### Musical
- Best Musical Show Album
  - "Annie Get Your Gun (Broadway Cast)" - John McDaniel & Stephen Ferrera, producers (uitvoerenden o.a. Tom Wopat & Bernadette Peters)

### Hoezen
- Best Recording Package (Beste hoes)
  - Buddy Jackson, Ray Benson & Sally Carns (ontwerpers) voor Ride With Bob, uitvoerende: Asleep at the Wheel
- Best Boxed Recording Package (Beste ontwerp voor een box set)
  - Arnold Levine & Ron Jaramillo (ontwerpers) voor Miles Davis - The Complete Bitches Brew Sessions, uitvoerende: Miles Davis
- Best Album Notes (Beste hoestekst)
  - Bob Blumenthal (schrijver) voor John Coltrane - The Classic Quartet: Complete Impulse! Studio Recordings, uitvoerende: John Coltrane

### Production & Engineering (productie & techniek)
- Best Engineered Album, Non-Classical (Beste techniek op niet-klassiek album)
  - Al Schmitt (technicus) voor When I Look in Your Eyes, uitvoerende: Diana Krall
- Best Engineered Album, Classical (Beste techniek op klassiek album)
  - Markus Heiland (technicus) voor Stravinsky: Firebird; The Rite of Spring; Perséphone, uitvoerenden: Peninsula Boys Choir, the San Francisco Girl's Chorus & the San Francisco Symphony Orchestra & Chorus o.l.v. Michael Tilson Thomas
- Producer of the Year, Non-Classical
  - Walter Afanasieff
- Producer of the Year, Classical
  - Adam Abeshouse
- Remixer of the Year, Non-Classical
  - Peter Rauhofer (Club 69)

### Gesproken Woord
- Best Spoken World Album
  - "The Autobiography of Martin Luther King, Jr." - LeVar Burton
- Best Spoken Comedy Album
- "Bigger & Blacker" - Chris Rock

### Historisch
- Best Historical Album
  - "The Duke Ellington Centennial Edition - The Complete RCA Victor Recordings (1927 - 1973)" - Orrin Keepnews & Steven Lasker (samenstellers), Dennis Ferrante, Paul Brizzi & Steven Lasker (techniek) (uitvoerende: Duke Ellington)

### Video
- Best Short Form Music Video
  - "Freak on a Leash" - Korn (uitvoerenden); Graham Morris, Jonathan Dayton, Todd McFarlane & Valerie Faris (regisseurs); Bart Lipton & Terry Fitzgerald (producers)
- Best Long Form Music Video
  - "Band of Gypsies - Live at Fillmore East" - Chips Chipperfield & Neil Aspinall (producers); Bob Smeaton (regisseur) (uitvoerenden: o.a. Jimi Hendrix)